# Neoscona moreli
Neoscona moreli är en spindelart som först beskrevs av Vinson 1863.  Neoscona moreli ingår i släktet Neoscona och familjen hjulspindlar. Inga underarter finns listade i Catalogue of Life.